# Fra Fee
Fra Fee, född 20 maj 1987 i Dungannon, County Tyrone, är en brittisk skådespelare.
Fee har bland annat medverkat i TV-serierna Hawkeye. Han har även medverkat i filmerna Scrooge: En julsaga och Rebel Moon Part 1: A Child of Fire.

## Filmografi (i urval)
- 2021 – Hawkeye (TV-serie)
- 2022 – Scrooge: En julsaga
- 2023 – Rebel Moon Part 1: A Child of Fire
- 2024 – Lost Boys & Fairies (TV-serie)
- 2025 – Prime Target (TV-serie)